# Leopold Botey i Vila
Leopold Botey i Vila   (Badalona, 14 d'octubre de 1869 - Òrrius, 2 de gener de 1932) va ser un advocat, jurisconsult, polític, músic i compositor català. Va ser alcalde de Badalona entre l'1 de gener i el 12 d'abril de 1910.

## Biografia
Va estudiar Dret, i mentre estudiava la carrera va exercir la docència musical per poder pagar els estudis. Professionalment va ser advocat i jurisconsult, activitat amb la qual va assolir molt de prestigi entre els badalonins. En l'àmbit personal es casà amb Eulàlia Badia i Planas, i foren fills seus Antoni, músic i compositor, i Artur, metge.

### Activitat política
Políticament era regionalista i part del moviment catòlic d'avantguarda, allunyat dels postulats més tradicionals. El 1903 va ser un dels promotors i membres del Centre de Nostra Senyora de Montserrat, adherit a la Lliga Regionalista. Col·laborà amb El Centinela Badalonés, primer setmanari catòlic de la ciutat de Badalona, i amb Gent Nova, revista portaveu del Centre Catalanista, i també va ser congressista en el Primer Congrés Internacional de la Llengua Catalana (1906).
El 1905 entrà com a regidor a l'Ajuntament de Badalona, com a part de la candidatura del Centre Nostra Senyora de Montserrat contra el caciquisme imperant a la ciutat, després de la suspensió del consistori a causa d'una inspecció governativa, i que col·locà a l'alcaldia a Martí Pujol. Durant el mandat de Pujol, va ser tinent d'alcalde i s'encarregà del departament d'hisenda. L'any 1909, va formar part de la candidatura de la Solidaritat Badalonina i va sortir elegit novament regidor, en les eleccions parcials a regidors celebrades just després de la Setmana Tràgica. A més va ser nomenat alcalde l'1 de gener, però va abandonar el càrrec pocs mesos després, el 12 d'abril, per motius personals i va ser substituït per Josep Vergés i Vallmajor, també de la Lliga.

### Música i composició
En l'àmbit de la cultura, va ser músic, compositor i també exercí la docència musical. Fou director de la Societat Coral Alba i autor de diverses sardanes com Esplai, La filla del marxant, La Pastoreta, entre d'altres. Musicà també algunes composicions com la sarsuela i paròdia Lo general Bum-bum o una ambaixada moruna i també ¡Resurrecit!, ambdues escrites pel badaloní Pere Garriga i Folch. Segons Marie Salgues, en Lo General Bum-bum Botey va demostrar que coneixia a la perfecció l'ofici.